# Lyonetia latistrigella
Lyonetia latistrigella is een vlinder uit de familie van de sneeuwmotten (Lyonetiidae). De wetenschappelijke naam van de soort is voor het eerst geldig gepubliceerd door Walsingham.